# Alligatoah

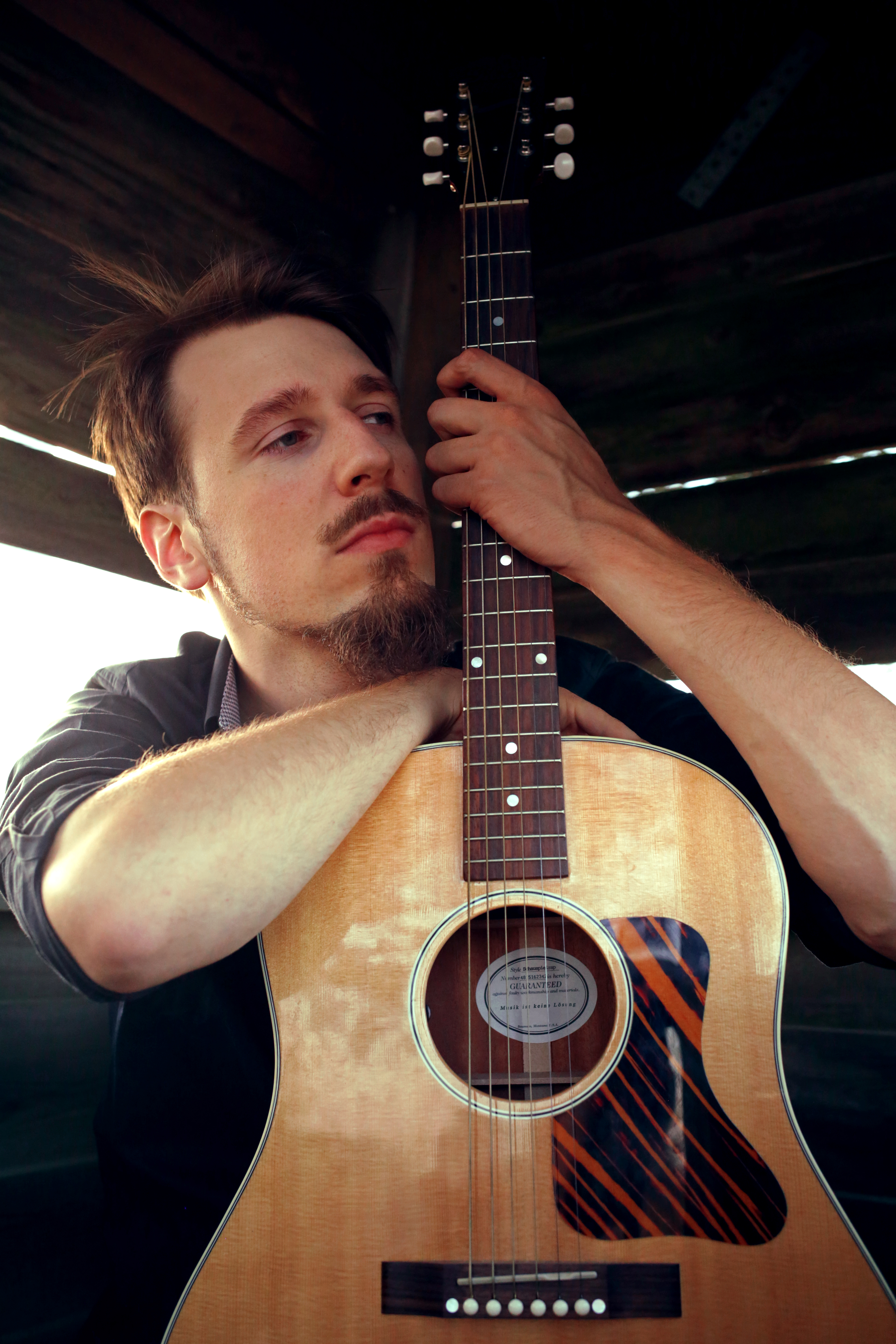
Alligatoah (2015)

Alligatoah (* 28. September 1989 in Langen; bürgerlich Lukas Strobel; auch Die Terroristen) ist ein deutscher Rapper, Sänger, Gitarrist, Produzent, Komponist und Songwriter. Besonders in der Frühphase seines Schaffens stand der Name Alligatoah auch für eine Hip-Hop-Band, die aus den beiden fiktiven Figuren Kaliba 69 (Rapper) und DJ Deagle (Produzent) bestand, deren Rollen Strobel selbst übernahm und spielte.

## Leben und Karriere

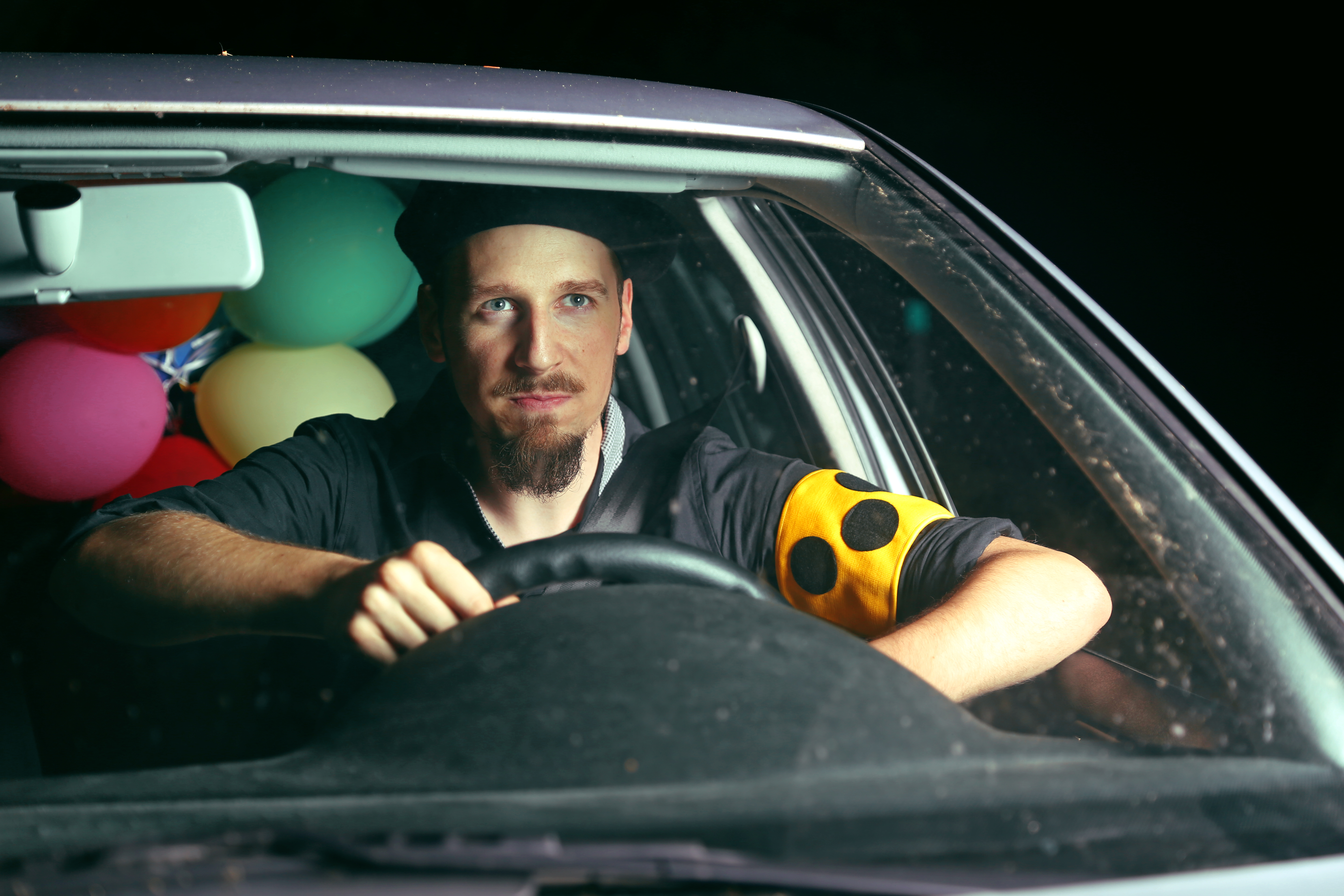
Alligatoah (2015)

Lukas Strobel wuchs im niedersächsischen Neuenwalde bei Bremerhaven als Sohn einer Tänzerin und eines Schauspielers auf. Während seiner Schulzeit produzierte er ab 2003 eine Reihe von Kurzfilmen und konnte bei einem Jugendfilmfestival das Preisgeld von 750 Euro gewinnen. Er erhielt einige Jahre lang Gitarrenunterricht, beendete diesen jedoch schließlich zugunsten seines Filmschaffens. Zu Beginn seiner musikalischen Karriere produzierte er seine Musikvideos selbst, bis heute ist er an der Produktion beteiligt.
Während in seinem persönlichen Umfeld Punk sehr populär war, begeisterte Strobel sich besonders für Nu Metal und später auch für deutschen Battlerap. Auch die Musik deutscher Liedermacher hörte er gerne und häufig. Schließlich begann er selbst, Rapmusik aufzunehmen und gründete dafür am 10. April 2006, im Alter von 16 Jahren, die fiktive Gruppe Alligatoah aus zwei Alter Egos, um seine Funktion als Texter und Rapper (Kaliba 69) sowie Beatproduzent (DJ Deagle) zu trennen. Nach eigener Aussage wollte er darüber hinaus bei dem Erstellen seiner Songs „nicht mehr so alleine sein“. Den Namen Alligatoah gab er sich laut eigener Aussage ohne besonderen Grund. Er selbst fände den Namen nicht gut, sei jedoch froh darüber, denn so könne er über ihn meckern.
2006 veröffentlichte er sein erstes Album ATTNTAAT, das sich mit religiösem Fanatismus befasst und das Image seiner Kunstfiguren als Taliban-Terroristen prägte. Im selben Jahr folgte Schlaftabletten, Rotwein Teil I, das er, genau wie die folgenden Teile dieser Reihe, als „Mixtape“ bezeichnete, obwohl es keine Zusammenstellung fremden Materials sei, sondern ausschließlich Eigenkompositionen enthielte. Die Bezeichnung „Mixtape“ sollte diese systemlosen Zusammenstellungen spaßiger, häufig alberner und experimenteller Titel von seinen anderen Alben abgrenzen, die jeweils übergeordnete Themen behandelten. Beide Alben stellte er zum kostenfreien Herunterladen zur Verfügung, ebenso wie den im August erschienenen Musikfilm Goldfieber. 2007 folgte Schlaftabletten, Rotwein Teil II. Im März 2008 unterschrieb Alligatoah einen Vertrag bei rappers.in. Am 19. Dezember des Jahres veröffentlichte er dort das Album In Gottes Namen, das ebenfalls religiösen Fanatismus zum Thema hatte. Dieses wurde in der Januar- / Februarausgabe der Juice als Demo des Monats ausgezeichnet. Für die Ausgabe steuerte Alligatoah außerdem einen Juice-Exclusive-Track bei.
Nach seinem Abitur zog er nach Berlin und absolvierte eine schulische Ausbildung zum Mediengestalter Bild und Ton. 2011 veröffentlichte er bei rappers.in Schlaftabletten, Rotwein Teil III. Im August desselben Jahres wechselte Alligatoah zum Label Trailerpark. Timi Hendrix, Mitglied der bei Trailerpark unter Vertrag stehenden Gruppe Pimpulsiv, war durch das Lied Namen machen auf Alligatoah aufmerksam geworden und stellte den Kontakt zu dem Label her. Im Dezember 2011 veröffentlichte er bei seinem neuen Label die Mixtape-Fortsetzung Schlaftabletten, Rotwein Teil IV. Von September 2011 bis März 2012 tourte er mit Pimpulsiv, Sudden und DNP mit der PeppNoseDays Tour durch Deutschland. Zwischen den einzelnen Auftritten unterstützte Alligatoah gemeinsam mit Trailerpark die Hip-Hop-Formation K.I.Z als Vorgruppe.

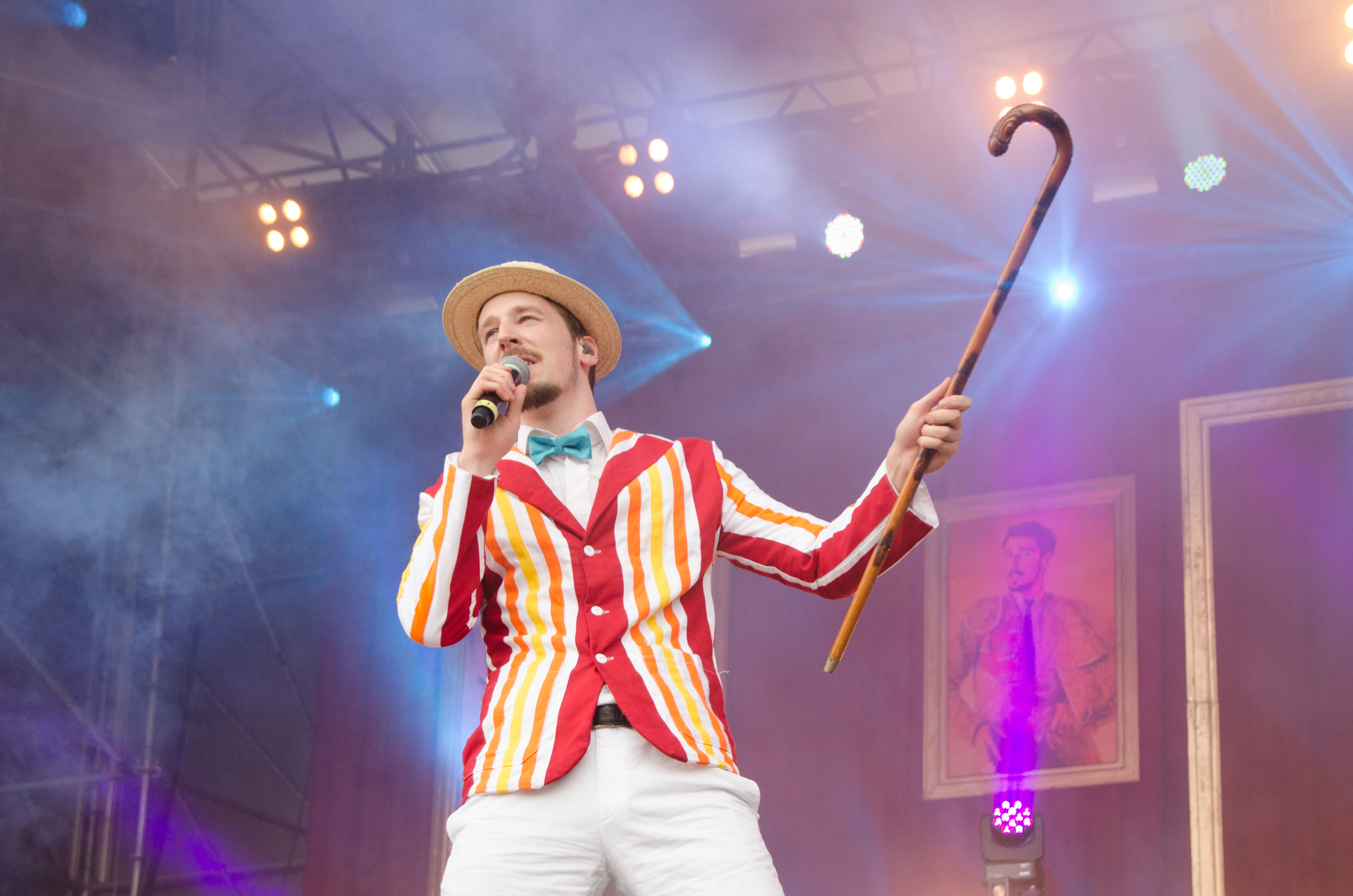
Alligatoah auf dem Kosmonaut Festival 2014

Im August 2013 veröffentlichte Alligatoah sein drittes Album Triebwerke, das auf Platz eins der Albumcharts einstieg und die Liebe zum Oberthema hat. Das Album wurde 2014 mit einer Goldenen Schallplatte ausgezeichnet, die daraus ausgekoppelte Single Willst Du hat Platin-Status erreicht. Im Jahr 2014 wurde Alligatoah für die 1LIVE Krone in der Kategorie Bester Hip-Hop-Act nominiert.
Im September 2014 erschien ein Remix seines Liedes Willst du von dem deutschen DJ und Produzenten Robin Schulz, der zuvor mit seinen Remixen zu den Liedern Waves und Prayer in C jeweils Platz eins der deutschen Single-Charts erreicht hatte. Die Version schaffte wenige Stunden nach der Veröffentlichung den Sprung in die deutschen iTunes-Charts.
Am 31. August 2015 kündigte Alligatoah sein viertes Album Musik ist keine Lösung an, das am 27. November 2015 erschien. Seine Lieder thematisieren verschiedene Problemfelder gesellschaftlichen Zusammenlebens. Die Musikvideos zu den Titeln Vor Gericht, Lass liegen und Denk an die Kinder wurden bereits vor Release des Albums auf YouTube veröffentlicht. Einen Tag vor Veröffentlichung stellte Strobel auch den namensgebenden Titel Musik ist keine Lösung als Lyrik-Video auf YouTube. Am 3. Dezember desselben Jahres gewann er die 1LIVE Krone in der Kategorie Bester Hip-Hop-Act.

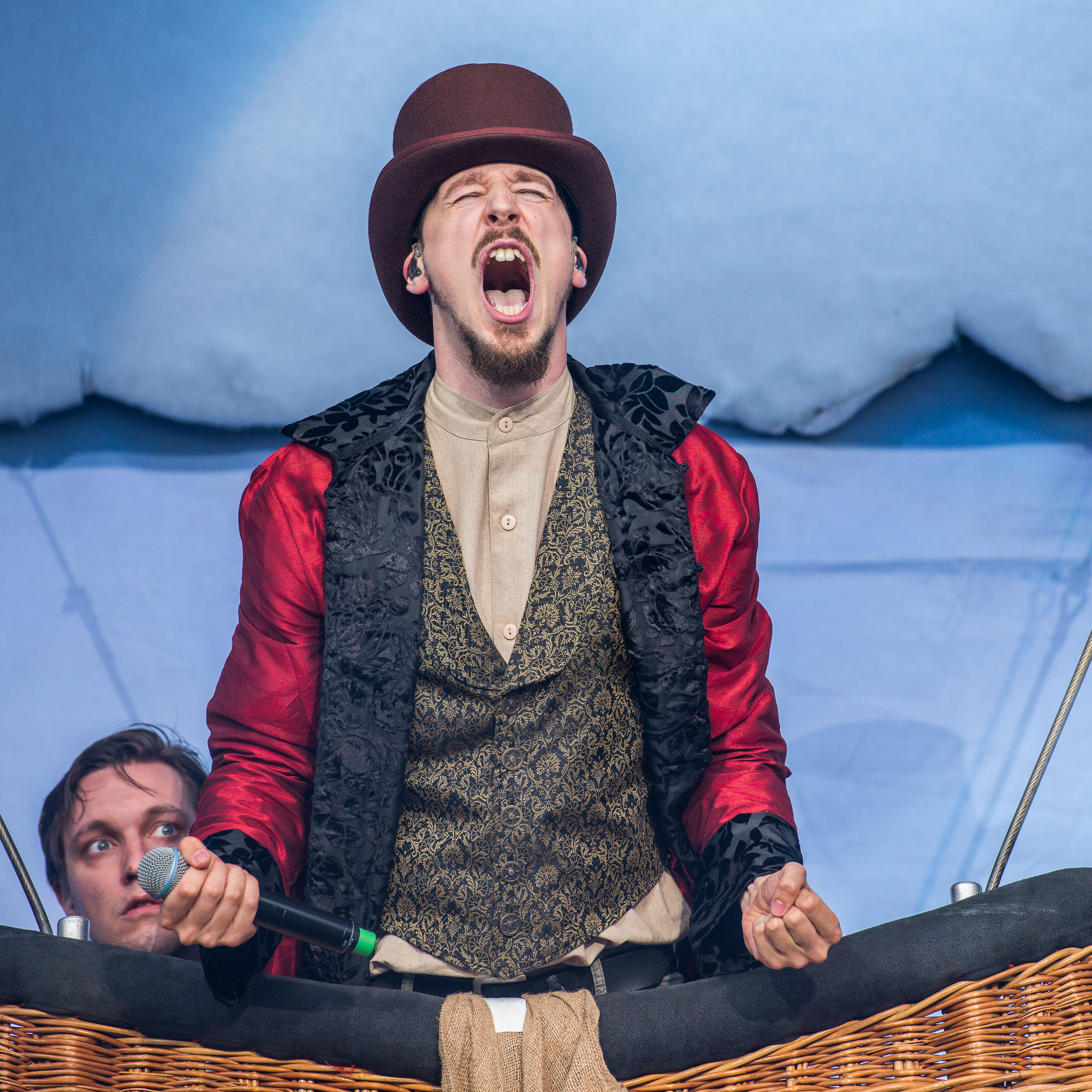
Alligatoah bei Rock im Park 2016

Im Februar 2016 begann Alligatoah seine neue Tour mit dem Namen „Himmelfahrtskommando“, bei der er in insgesamt elf deutschen Städten sowie in Zürich, Graz und Wien Halt machte. Begleitet wurde er von BattleBoi Basti, zusätzlich diente der Kreuzberger Rapper BRKN als Voract. Am 5. April erreichte Alligatoah mit seinem Album „Musik ist keine Lösung“ erneut die Marke von 100.000 Verkäufen und erhielt dafür eine weitere Gold-Auszeichnung.

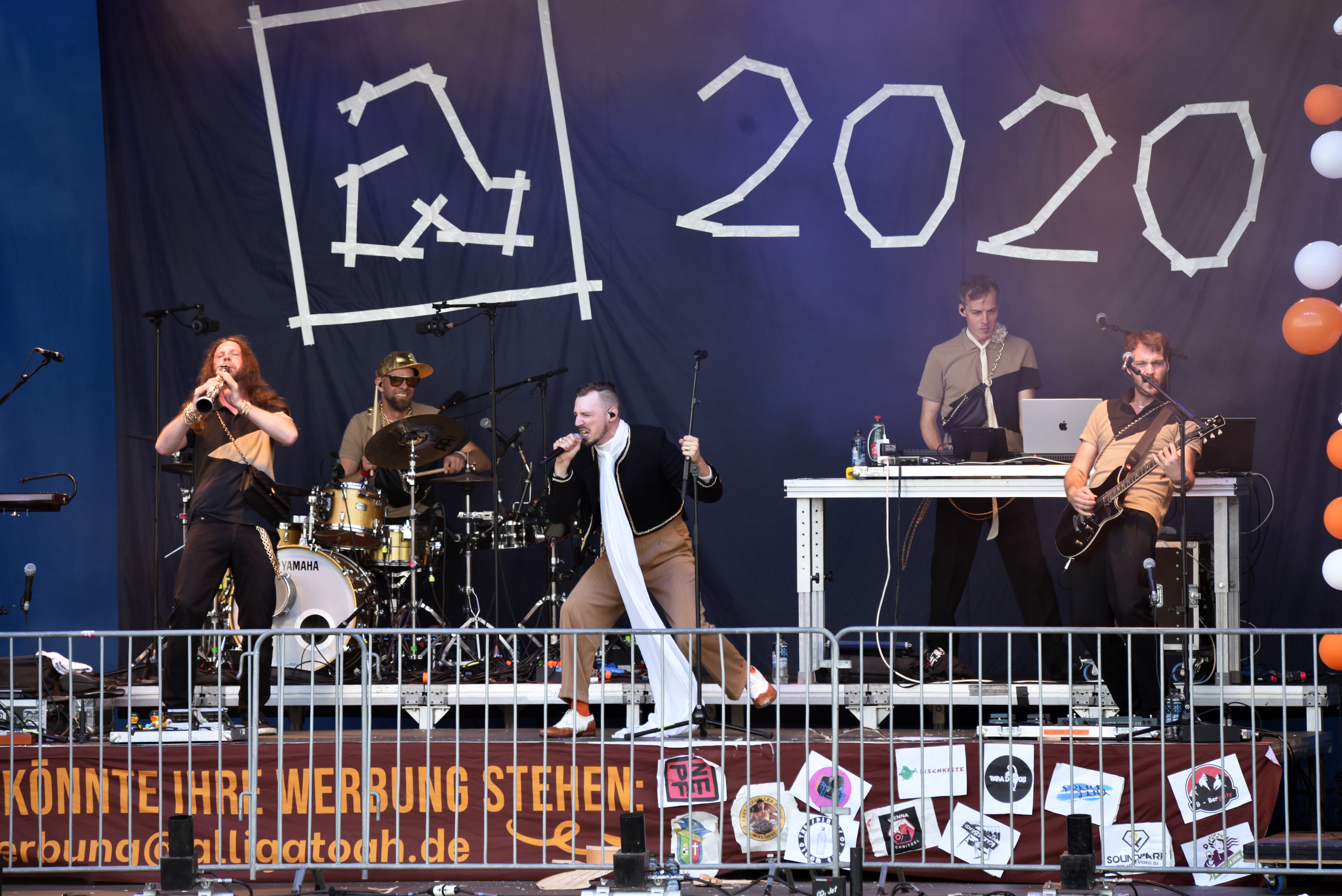
Alligatoah auf dem Wacken Open Air 2022

Am 14. September 2018 erschien mit Schlaftabletten, Rotwein V das fünfte reguläre Studioalbum von Strobel. Im Gegensatz zu den vorherigen Veröffentlichungen der Schlaftabletten, Rotwein-Reihe (kurz StRw) ordnet Strobel diese als vollwertiges Album ein. Als erste Single-Auskopplung stieg Alli-Alligatoah auf Platz 85 in den deutschen Charts ein. Das Lied Beinebrechen beinhaltet ein Featuring von Felix Kummer, dem Leadsänger der Chemnitzer Musikgruppe Kraftklub. Das Musikvideo zu I Need A Face wurde zusammen mit Max Giermann gedreht. Zeitgleich zum regulären Album erschien unter dem Titel Fremde Zungen ein Coveralbum, in dem zehn Lieder aus verschiedenen Musikbereichen akustisch von Strobel interpretiert wurden. Zu den gecoverten Interpreten gehören Slipknot, Rolf Zuckowski, Rammstein, Die 3. Generation, Heinz Erhardt, Sia, Hannes Wader und Matt Monro.
Im Januar 2019 trat er die Wie-Zuhause-Tour an, benannt nach der gleichnamigen Rhapsodie auf StRw V. Hier spielte er zum ersten Mal das Lied Nicht wecken. Weiterhin trat er beim New Fall Festival in der Tonhalle Düsseldorf gemeinsam mit dem Gregor Schwellenbach Sextett auf, das ihn akustisch begleitete.
Für 2020 wurde die Tour Wie Zuhause Open Air angekündigt, die in Rostock, Dresden, Erfurt, Ludwigsburg und Osnabrück Halt machen sollte, jedoch wegen der Corona-Pandemie auf das Jahr 2021 verschoben wurde. Im April 2020 spielte Alligatoah zwei Konzerte mit dem Titel Autoimmun in einem Düsseldorfer Autokino, die vom Fernsehsender arte live gestreamt wurden. Im Laufe des Jahres folgten in verschiedenen deutschen Großstädten weitere Konzerte im Autokino-Format.
Im Sommer 2021 startete Alligatoah die Akkordarbeit Tour 2021, in welcher er in Dresden, Hamburg, Rügen, Leipzig, Köln, Hannover, Schloß Holte-Stukenbrock sowie dem Little Happiness Festival in akustischer Begleitung durch das Gregor Schwellenbach Streichquartett auftrat.
Im März 2022 erschien sein sechstes Studioalbum Rotz & Wasser, kurz darauf folgte die Ankündigung seiner Tour Retour für das Jahr 2023.
Nach dem letzten Konzert der Retour-Tournee am 20. November 2023 in Köln wurden sämtliche Inhalte von den Social-Media-Kanälen gelöscht und die Website des Künstlers geleert. Zeitgleich wurden die Account-Beschreibungen auf YouTube, Instagram und X auf die Vergangenheitsform umgestellt: „Alligatoah war ein deutschsprachiger Musiker (1989 – 2023)“. Dies führte zu Spekulationen über ein Karriereende des Musikers.
Am 3. Dezember 2023 folgte die Veröffentlichung der Single So raus zusammen mit dem US-amerikanischen Rapper Fred Durst. Im Video ist BattleBoi Basti als Alligatoahs Nachlassverwalter zu sehen, der ihm den letzten Wunsch – ein Feature mit Fred Durst – anscheinend mithilfe einer Künstlichen Intelligenz erfüllt. Zeitgleich wurden für März 2024 ein neues Album sowie fünf Release-Shows angekündigt. Am 6. Dezember wurde zudem ein Auftritt auf dem Wacken Open Air 2024 durch das Festival bestätigt. Auf dem Plakat ist ein abgeändertes Logo zu sehen.
Am 12. Januar 2024 erfolgte die Veröffentlichung der Single Daylight. Es ist ein Cover des No-Angels-Titels. Neben weiteren Singleauskopplungen SCHEISSDRECK, ICH ICH ICH und KÜSSEN ist ein neues Studioalbum namens off  mit Gastauftritten von Bausa, Guano Apes und Tarek K.I.Z  am 22. März 2024 erschienen.

## Stil

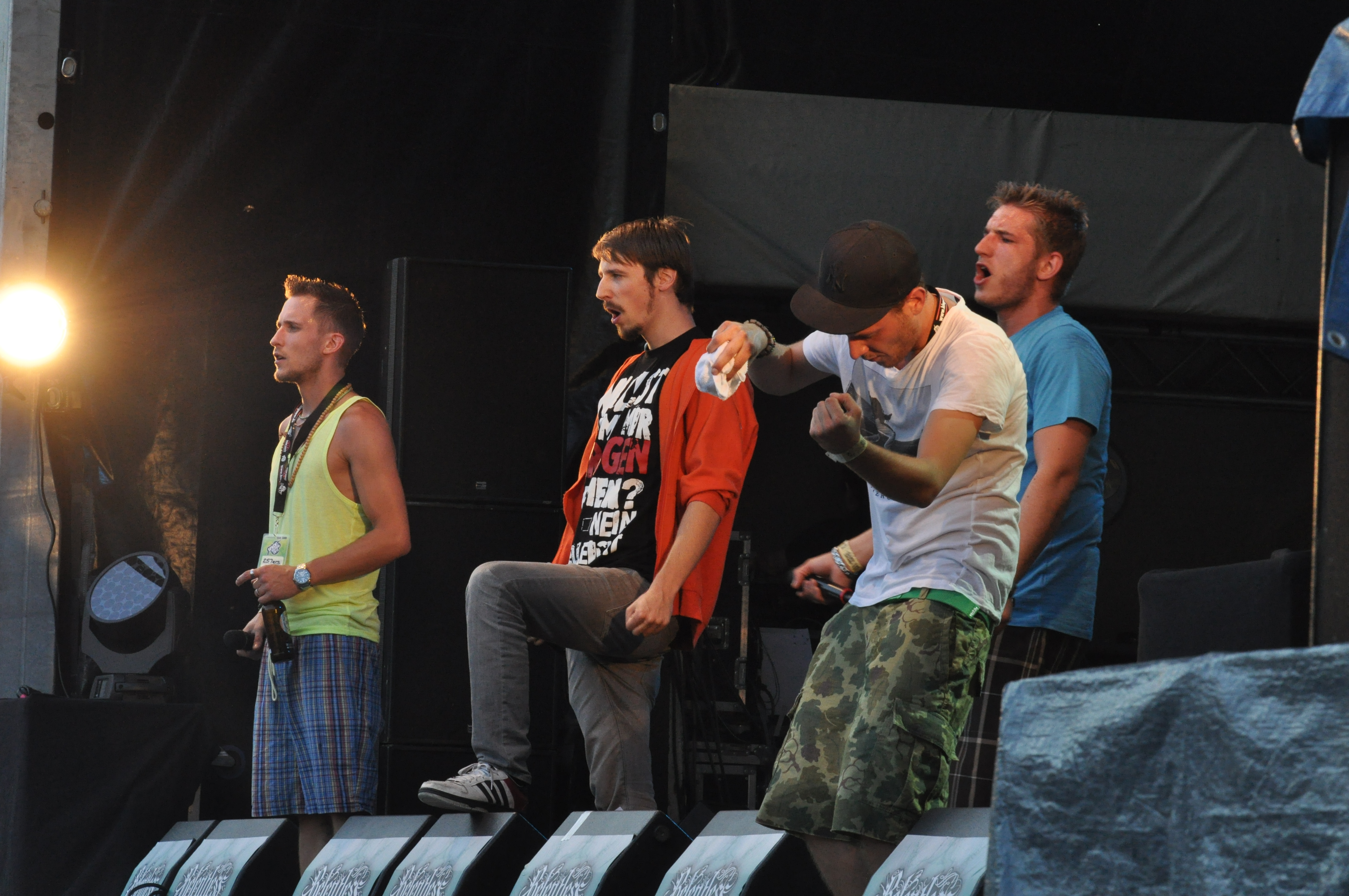
Alligatoah mit den 257ers auf dem Spack-Festival 2013

Alligatoah bedient sich oft des Stils des Battleraps. „Bei mir war Battlen immer ein Werkzeug, ich habe Battle verwendet, um eine Geschichte zu erzählen“, sagte er in einem Interview 2012. Während in dieser Szene großer Wert darauf gelegt wird, möglichst authentisch und echt zu wirken, bezeichnet er sich selbst als Schauspielrapper.
Alligatoah setzt häufig gesungene Parts ein und unterstützt seine Lieder mit der Gitarre. Oft benutzt er Zitate oder Musik, die an den Film Uhrwerk Orange von Stanley Kubrick erinnern. So ist beispielsweise der Intro-Track zu Schlaftabletten, Rotwein Teil I mit der Titelmusik von Uhrwerk Orange unterlegt. Der Intro-Track Singing in the Rain auf dem Album ATTNTAAT erinnert an den Anfang der Szene, in der Alex DeLarge in ein Haus einbricht und während der Vergewaltigung einer Frau Singin’ in the Rain singt. Außerdem verwendet Alligatoah in einem Track den Begriff „Rein-raus-Spiel“, welcher von Alex DeLarge als Synonym für Geschlechtsverkehr verwendet wird. Es finden sich aber auch andere Bezüge zum Werk Kubricks: In seinem Song Willst du spielt er mit der Zeile

„Ich werd' euch mit 'ner Axt durch ein Labyrinth jagen

Im Winter, weil ich das Bild feier“

auf das Finale des Films The Shining von Kubrick an.

## Diskografie
Studioalben

| Jahr | Titel                      | Höchstplatzierung, Gesamtwochen, AuszeichnungChartplatzierungen (Jahr, Titel, Platzierungen, Wochen, Auszeichnungen, Anmerkungen) | Höchstplatzierung, Gesamtwochen, AuszeichnungChartplatzierungen (Jahr, Titel, Platzierungen, Wochen, Auszeichnungen, Anmerkungen) | Höchstplatzierung, Gesamtwochen, AuszeichnungChartplatzierungen (Jahr, Titel, Platzierungen, Wochen, Auszeichnungen, Anmerkungen) | Anmerkungen                                                 |
| Jahr | Titel                      | DE | AT | CH | Anmerkungen                                                 |
| ---- | -------------------------- | --- | --- | --- | ----------------------------------------------------------- |
| 2006 | Attntaat                   | — | — | — | Erstveröffentlichung: 11. August 2006                       |
| 2008 | In Gottes Namen            | DE77 (1 Wo.)DE | — | — | Erstveröffentlichung: 19. Dezember 2008                     |
| 2013 | Triebwerke                 | DE1 Platin · (47 Wo.)DE | AT3 (7 Wo.)AT | CH27 (2 Wo.)CH | Erstveröffentlichung: 2. August 2013 Verkäufe: + 200.000    |
| 2015 | Musik ist keine Lösung     | DE3 Platin · (53 Wo.)DE | AT5 (17 Wo.)AT | CH14 (2 Wo.)CH | Erstveröffentlichung: 27. November 2015 Verkäufe: + 200.000 |
| 2018 | Schlaftabletten, Rotwein V | DE1 (23 Wo.)DE | AT2 (6 Wo.)AT | CH13 (2 Wo.)CH | Erstveröffentlichung: 14. September 2018                    |
| 2022 | Rotz & Wasser              | DE2 (27 Wo.)DE | AT4 (13 Wo.)AT | CH18 (3 Wo.)CH | Erstveröffentlichung: 25. März 2022                         |
| 2024 | off                        | DE1 (7 Wo.)DE | AT1 (6 Wo.)AT | CH3 (1 Wo.)CH | Erstveröffentlichung: 22. März 2024                         |

## Filmografie
- 2007: Goldfieber (Rapmusical)
- 2020: Boot un Dood
- 2022: Szene Report (eine Folge)[35]

## Auszeichnungen

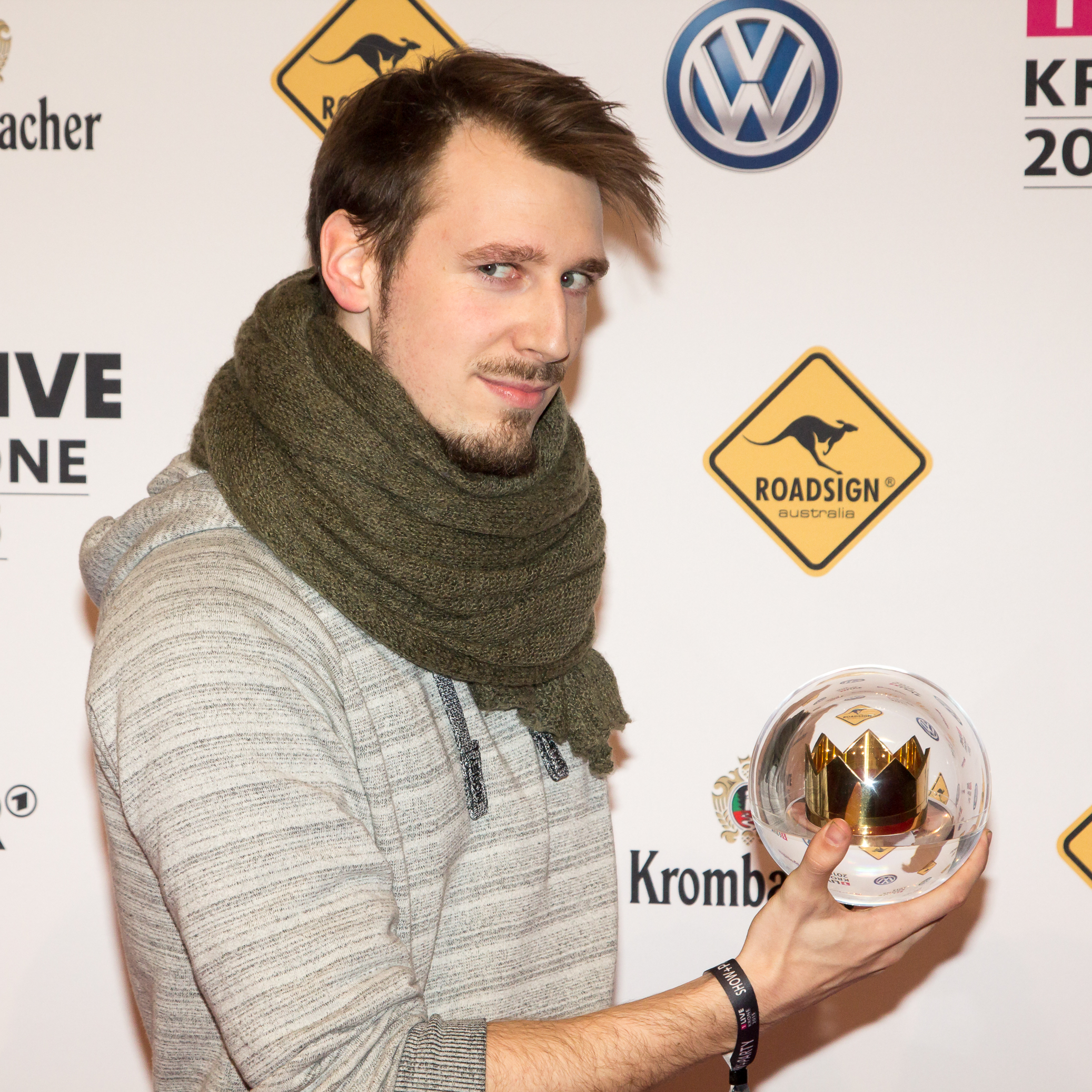
Alligatoah mit der 1LIVE Krone 2015

1LIVE Krone
- 2015: Bester Hip-Hop Act[36]

Webvideopreis Deutschland
- 2016: nominiert für Musik